# Brotherhood III - Giovani demoni
Brotherhood III - Giovani demoni (The Brotherhood III: Young Demons) è un film del 2003 diretto da David DeCoteau. Si tratta del terzo capitolo della saga di The Brotherhood.

## Trama
Un gruppo di liceali trascorre il tempo libero giocando ad un gioco di ruolo nel quale si travestono da maghi e streghe. Un fine settimana entrano nella loro scuola e decidono di usarla come scenario per il loro gioco. Uno di loro ha con sé un libro di incantesimi e i ragazzi decidono di provarne qualcuno ignorando che gli incantesimi sono autentici...